# Dzintars Zirnis
Dzintars Zirnis (ur. 25 kwietnia 1977 w Rydze) – piłkarz łotewski grający na pozycji środkowego obrońcy.

## Kariera klubowa
Zirnis urodził się w Rydze. Karierę rozpoczął w klubie Pārdaugava Ryga. W 1993 roku zadebiutował w pierwszej lidze łotewskiej i ze swoim klubem został finalistą Pucharu Łotwy. Potem grał w klubach Kvadrāts Ryga i Flaminko Ryga. Na początku 1997 roku odszedł do Liepājas Metalurgs, która w 1997 roku zmieniła nazwę na Metalurgs Lipawa. W 1998 roku drugi raz w karierze został wicemistrzem kraju, co powtórzył rok później. W 2003 i 2004 roku znów był z Metalurgsem drugi w lidze, a w 2005 roku po raz pierwszy w karierze sięgnął po tytuł mistrza Łotwy. W 2006 roku kolejny raz wywalczył wicemistrzostwo Łotwy oraz zdobył swój pierwszy Puchar Łotwy. W 2007 roku wygrał z Metalurgsem Baltic League - 5:1 i 3:1 w finale z FK Ventspils. W 2013 zakończył karierę piłkarską.

## Kariera reprezentacyjna
W reprezentacji Łotwy Zirnis zadebiutował 19 sierpnia 1997 roku w zremisowanym 0:0 towarzyskim spotkaniu z Azerbejdżanem. W 2004 roku został powołany przez Aleksandrsa Starkovsa do kadry na Euro 2004. Tam był rezerwowym i wystąpił jedynie przez minutę w spotkaniu z Niemcami (0:0).